# 宮内幸平
宮内 幸平（みやうち こうへい、1929年〈昭和4年〉8月4日 - 1995年〈平成7年〉6月2日）は、日本の俳優、声優。鹿児島県出身。劇団芸協、青二プロダクションに所属していた。

## 経歴
芝居が好きだったことから役者を志す。
舞台芸術学院本科三期、八田元夫演出研究所、劇団新劇場、劇団現代を経て、劇団芸協の創立メンバーの一人であり、所属俳優としても活躍していた。
アレクサンドル・オストロフスキー原作の『雷雨』のカヴァーノフ役で初舞台。
その後、生活のため声優としての活動を始める。
事務所は江崎プロダクション、オフィス央を経て、青二プロダクションに所属していた。
1995年6月2日午後11時14分、腹部静脈瘤破裂のため東京都板橋区の日大板橋病院で死去。満65歳没（享年67）。『それいけ!アンパンマン』のふろしきおじさん役が最後の出演作となった。

## 人物・逸話
声種はバリトン。方言は関西弁、東北弁。
小銭をポケットに入れて持ち歩く癖があったため、アフレコの際それがノイズを出すことが多かった。そのため野沢雅子に「ノイズの宮」というあだ名を付けられた。
飴が大好きで、収録中もよく舐めていたという。田中真弓は「自分の出番になると、椅子に飴を置いてそのまま存在を忘れて戻ってきてしまい、ズボンの尻に飴玉がくっついたままうろついていた。そして『真弓、お前俺の飴知らないか?』と盗み食いしたと言わんばかりの目つきと口調で迫ってきたことが多々あった」と語ったこともある。
荘真由美は、『ドラゴンボール』収録時に宮内から丁寧に演技指導を受けていたことを忘れられないエピソードとして語っている。
趣味・特技はスキー、旅行。

## 後任
宮内の死後、持ち役を引き継いだ人物は以下の通り。
| 後任       | キャラクター名                   | 概要作品                                   | 後任の初担当作品                                                          |
| ---------- | -------------------------------- | ------------------------------------------ | ------------------------------------------------------------------------- |
| 大木民夫   | アルムおんじ                     | 『アルプスの少女ハイジ』                   | 『チューリッヒ自動車保険』TVCM                                            |
| 佐藤正治   | アルムおんじ                     | 『アルプスの少女ハイジ』                   | 『教えて!トライさん』                                                     |
| 佐藤正治   | 亀仙人                           | 『ドラゴンボール』シリーズ                 | 『ドラゴンボールZ 龍拳爆発!!悟空がやらねば誰がやる』                      |
| 増岡弘     | 亀仙人                           | 『ドラゴンボール』シリーズ                 | 『ドラゴンボールZ』第288話                                                |
| 愛川欽也   | 亀仙人                           | 『ドラゴンボール』シリーズ                 | 『ドラゴンボール 最強への道』                                             |
| 石森達幸   | 亀仙人                           | 『ドラゴンボール』シリーズ                 | 『ドラゴンボール アドバンスアドベンチャー』                               |
| 石森達幸   | チャンアン                       | 『魔法騎士レイアース』                     | 第31話                                                                    |
| 石森達幸   | 多田堂禅                         | 『忍たま乱太郎』                           | 第5期                                                                     |
| 青野武     | トップハム・ハット卿             | 『きかんしゃトーマス』フジテレビ版         | 第5シーズン                                                               |
| 糸博       | クラウス・フォン・リヒテンラーデ | 『銀河英雄伝説』                           | 『銀河英雄伝説外伝 千億の星、千億の光』                                   |
| 八奈見乗児 | ガマ仙人                         | 『天外魔境 ZIRIA』                         | 『天外魔境ZIRIA〜遥かなるジパング〜』                                     |
| 八奈見乗児 | 星影老                           | 『空想科学世界ガリバーボーイ』             | 第48話                                                                    |
| 八奈見乗児 | セイウチ                         | 『あつまれじゃんけんぽん』                 |                                                                           |
| 稲垣隆史   | 山川岩夫                         | 『コボちゃん』                             | 『コボちゃんスペシャル 約束のマジックディ』                               |
| 緒方賢一   | いずみのせい                     | 『それいけ!アンパンマン』                  | 第376話Aパート                                                            |
| 岡田吉弘   | ウォルター・ライリー             | 『クロコダイル・ダンディー』テレビ朝日版   | 『クロコダイル・ダンディー2』テレビ朝日版                                 |
| 落合弘治   | 船医                             | 『ポセイドン・アドベンチャー』テレビ朝日版 | WOWOW追加録音分                                                           |
| 麻生智久   | ギルディ大司教                   | 『ゴッドファーザー PART III』              | 『ゴッドファーザー（最終章）:マイケル・コルレオーネの最期』での再録音部分 |

## 出演（俳優）

### テレビドラマ
- 快獣ブースカ 第11話「ブー横丁の学習塾」（1967年、日本テレビ / 円谷プロ） - インチキ商売人
- 特別機動捜査隊第279話「そこに私はいた」（1967年、NET / 東映）
- 大河ドラマ（NHK）
  - 竜馬がゆく（1968年） - 安芸守衛、町人A
  - 天と地と（1969年） - 雑兵
  - 樅ノ木は残った（1970年） - 坂本家家士
  - 勝海舟（1974年） - かけとり
  - 風と雲と虹と（1976年） - 下総の役人
  - 峠の群像（1982年） - 番頭
- 気になる嫁さん 第17話「果報は寝ていた」（1972年、日本テレビ / ユニオン映画） - ビル管理人
- 霧の旗（NHK・銀河ドラマ、1972年2月14日 - 2月18日） - バー「海草」の客
- あかんたれ（東海テレビ・昼ドラマ、1976年10月11日 - 1977年7月24日）
- 西遊記
- 連続テレビ小説（NHK）
  - マー姉ちゃん 第19話（1979年） - 列車の乗客

## 出演（声優）
※太字はメインキャラクター。

### テレビアニメ
1967年
- 黄金バット（ホセイン）

1968年
- 佐武と市捕物控（儀助）

1969年
- 海底少年マリン（悪い博士）
- ハクション大魔王（カンちゃんのおじいちゃん）

1970年
- 赤き血のイレブン
- いなかっぺ大将

1971年
- あしたのジョー
- アニメンタリー 決断
- 国松さまのお通りだい（ポンコツ先生、古谷、カスタード・プリン園長）
- ゴルゴ13

1972年
- 科学忍者隊ガッチャマン（BC島市長、ハワード教授、マキシム博士）
- 樫の木モック（乞食、その父、村人、植木屋、牧師、古木）
- ゲゲゲの鬼太郎（第2作）
- マジンガーZ（ゴードン博士）

1974年
- アルプスの少女ハイジ（アルムおんじ）
- 小さなバイキングビッケ（ブルガリアの市長）
- 破裏拳ポリマー（ムクレ博士）

1975年
- 一休さん（和尚）
- ガンバの冒険（長老ネズミ〈2代目〉）
- みつばちマーヤの冒険（老人）
- ラ・セーヌの星（ロートリンゲン公）
- 勇者ライディーン（1975年 - 1976年、ひびき久造）

1976年
- タイムボカン（水戸黄門、花咲爺さん）
- ドカベン（1976年 - 1977年、校長）
- 母をたずねて三千里（ドン・カルロス）
- ブロッカー軍団IVマシーンブラスター（巡査）

1977年
- あしたへアタック!（教頭）
- ジェッターマルス（鶴橋博士）
- 超電磁マシーン ボルテスV（坂部）
- 氷河戦士ガイスラッガー（糸魚川長官）
- ポールのミラクル大作戦（長老、マイシン博士、王様、キャンサー）
- ヤッターマン（老人、コレクター、マガリン、和尚、大臣、イヤ王）
- 若草のシャルロット（モントバーン、ボブソン〈初代〉）

1978年
- 家なき子
- 恐竜大戦争アイゼンボーグ（深山博士）
- 女王陛下のプティアンジェ（グランド）
- 新・巨人の星
- はいからさんが通る（伊集院伯爵）
- 星の王子さま プチ・プランス（エリン）
- 魔女っ子チックル（高倉の父）
- 未来少年コナン（ガル）
- 無敵鋼人ダイターン3（ヘスラー）
- ルパン三世 (TV第2シリーズ)（1978年 - 1980年）

1979年
- 円卓の騎士物語 燃えろアーサー（1979年 - 1980年、大司教、ナーシアンス）
- 銀河鉄道999（1979年 - 1980年、ホロホロ、父親、権兵衛）
- サイボーグ009（ガンポ）
- ザ☆ウルトラマン（1979年 - 1980年、南田、大賢者）
- 新・巨人の星II
- ゼンダマン（1979年 - 1980年、紋者博士）
- ドラえもん（1979年 - 1994年、木の星の老木、爺さん）
- 日本名作童話シリーズ 赤い鳥のこころ「ごんぎつね」（村人）

1980年
- 宇宙戦士バルディオス（レイガン博士）
- タイムパトロール隊オタスケマン（1980年 - 1981年、松尾芭蕉、鳥羽僧正、赤沢監督、セントラル社長）
- 釣りキチ三平（三平一平）
- とんでも戦士ムテキング（老人）
- ニルスのふしぎな旅（ローゼンボム）
- ベルサイユのばら
- のどか森の動物大作戦（シュトッヘル）
- まんがことわざ事典（難邪博士）
- 燃えろアーサー 白馬の王子（老人）

1981年
- 宇宙戦艦ヤマトIII（長老）
- おはよう!スパンク
- 海底大戦争 愛の20000マイル（スミス）
- 怪物くん（サタン、ガリガリ博士）
- 銀河旋風ブライガー（1981年 - 1982年、ダングラール、アセル、ダイロン）
- 太陽の牙ダグラム（デビッド・サマリン）
- 太陽の使者 鉄人28号（ドラグネッド博士）
- 忍者ハットリくん（夢子の祖父）
- ハロー!サンディベル（ルザンヌ）
- まいっちんぐマチコ先生（秋田太郎の父、シンイチの祖父）
- ヤットデタマン（司教、李白）

1982年
- 銀河烈風バクシンガー（バトル・ワトキンズ）
- ゲームセンターあらし（神主、社長、ガブリエル）
- The・かぼちゃワイン（浜田作太郎、質屋の主人）
- 少年宮本武蔵 わんぱく二刀流（沢庵和尚）
- Dr.スランプアラレちゃん ペンギン村英雄伝説（村長）
- パタリロ!（アッシャー＝ガンノスケー、ベネット）
- フクちゃん（老人）
- 魔境伝説アクロバンチ（ダライ・ラマ）
- 魔法のプリンセス ミンキーモモ（ホラー、ゼニダー、おじいさん）

1983年
- 銀河疾風サスライガー（ワイス）
- スペースコブラ
- 超時空世紀オーガス（老人）
- ときめきトゥナイト（サンタクロース）
- Dr.スランプ アラレちゃん（1983年 - 1986年、馬鹿博士、老師、神様）
- どくとるマンボウ&怪盗ジバコ 宇宙より愛をこめて（ルカ）
- まんが日本史（行基、比企能員、本多正信、前野良沢）

1984年
- OKAWARI-BOY スターザンS（王様）
- オヨネコぶーにゃん（おじいさん）
- さすがの猿飛（九エ門）
- 宗谷物語（三宅、茂作、鳥居隊長、漁労長）
- とんがり帽子のメモル（リルル）
- 牧場の少女カトリ（ユリス）
- 北斗の拳（1984年 - 1985年、長老、老人、ソウジン）
- ビデオ戦士レザリオン（鹿島老人）
- 夢戦士ウイングマン（老人）
- あした天気になあれ（エツコの父）
- リトル・エル・シドの冒険

1985年
- オバケのQ太郎（第3作）（X蔵）
- キャッツ・アイ 2nd Season（村川）
- 星銃士ビスマルク（リンドバーグ、ホームズ署長）
- 超獣機神ダンクーガ（テッド・カイゲル）
- ルパン三世 PARTIII

1986年
- ゲゲゲの鬼太郎 （第3作）（1986年 - 1987年、長老、老博士、天狗長老、亀田、鏡じじい、水精翁）
- 青春アニメ全集（老人）
- 聖闘士星矢（1986年 - 1988年、光政）
- 三国志II 天翔ける英雄たち（黄忠）
- ドラゴンボール（1986年 - 1989年、亀仙人）
- 忍者戦士飛影（マレイ・ビームスター）
- ハイスクール!奇面組（サンタクロース）
- Bugってハニー
- ボスコアドベンチャー（エンダー）

1987年
- 愛の若草物語（ジェームス・ローレンス）
- アニメ三銃士（ダルタニャンの祖父）
- エスパー魔美（進藤）
- 仮面の忍者 赤影（1987年 - 1988年、無元和尚）
- グリム名作劇場（1987年 - 1989年、教授、王様、木こり） - 2シリーズ
- 陽あたり良好!（じいさん）
- 北斗の拳2（1987年 - 1988年、長老、ジュウケイ）
- レディレディ!!（トム）

1988年
- キテレツ大百科（1988年 - 1992年、老人、松木先生、如月博士、邪馬台国老巫女の側近、善造）
- シティーハンター2（良之介）
- 新メイプルタウン物語 パームタウン編（チャーリィ）
- ひみつのアッコちゃん（和尚）
- ビックリマン（1988年 - 1989年、常緑神、山姥ン魔、古聖長ヘブダヤ）
- ミスター味っ子（味仙人）
- 燃える!お兄さん（プロフェッサーK）

1989年
- 悪魔くん（クモ仙人）
- 美味しんぼ（1989年 - 1992年、井原組合長、清谷吟香、加村鯉一、佐高）
- かりあげクン（大会社社長）
- ジャングル大帝（新）（クロサイ）
- 新ビックリマン（マハジャテレス）
- ドラゴンクエスト（1989年 - 1991年、パブロ）
- ドラゴンボールZ（1989年 - 1995年、亀仙人〈初代〉）
- ビリ犬なんでも商会（流星太郎）

1990年
- NG騎士ラムネ&40（大僧侶）
- おぼっちゃまくん（長老）
- からくり剣豪伝ムサシロード（タクアン）
- コボちゃんスペシャル 秋がいっぱい!!（岩夫）
- 八百八町表裏 化粧師（留吉）
- 魔法使いサリー（1989年版）（1990年 - 1991年、南極老人、ドリームおじさん、老人）
- 丸出だめ夫（家老、じいや）
- YAWARA!（虎之助）
- 笑ゥせぇるすまん（1990年 - 1991年、半出押太、勝手良三）

1991年
- きんぎょ注意報!（校長）
- ゲッターロボ號（吉井博士、大長老）
- コボちゃんスペシャル 夢いっぱい!!（岩夫）
- まじかる☆タルるートくん（仙人）
- チンプイ（お爺さん）
- ハイスクールミステリー学園七不思議（さちこの祖父）
- らんま1/2 熱闘編（満腹寺の和尚）

1992年
- コボちゃん（1992年 - 1994年、岩夫〈初代〉）
- さすらいくん
- スーパービックリマン（マハラジャ・ボアボア）
- ツヨシしっかりしなさい（1992年 - 1994年、お爺さん、鷺野の父）
- 21エモン（老オートマ星人、ギャロット）
- 美少女戦士セーラームーン（占い師）
- ファンタジーアドベンチャー 長靴をはいた猫の冒険（シド）

1993年
- GS美神（茜の祖父の霊）
- それいけ!アンパンマン（1993年 - 1995年、いずみのせい〈初代〉、ふろしきおじさん〈初代〉）
- ドラゴンボールZ 絶望への反抗!!残された超戦士・悟飯とトランクス（亀仙人）
- 忍たま乱太郎（多田堂禅〈初代〉、じいさん）

1994年
- コボちゃんスペシャル 祭りがいっぱい!（岩夫）
- ママレード・ボーイ（老人）

1995年
- アニメ世界の童話（ドロッセルマイヤー）
- 空想科学世界ガリバーボーイ（星影老師）
- 魔法騎士レイアース（チャンアン〈初代〉）

### 劇場アニメ
1974年
- アルプスの少女ハイジ（アルムおんじ）

1976年
- 一休さん（和尚）
- 一休さん 虎たいじ（和尚）
- 一休さん おねしょお姫さま（和尚）

1977年
- 一休さん ちえくらべ（和尚）

1978年
- 一休さんとやんちゃ姫（和尚）

1979年
- ルパン三世 カリオストロの城（園丁）

1980年
- ゼンダマン ピラミッドの謎の箱だよ!ゼンダマン（紋者博士）

1981年
- 一休さん 春だ!やんちゃ姫（和尚）

1982年
- FUTURE WAR 198X年

1983年
- 幻魔大戦（侍従長）
- チョロQダグラム
- ドキュメント 太陽の牙ダグラム（サマリン）

1984年
- 風の谷のナウシカ（ゴル）
- 地球物語 テレパス2500（アストリアス）

1985年
- ゲゲゲの鬼太郎（アカマタ）
- ペンギンズ・メモリー 幸福物語（裁判官）

1986年
- アリオン（エートス）
- ゲゲゲの鬼太郎 激突!!異次元妖怪の大反乱（総理大臣）
- スーパーマリオブラザーズ ピーチ姫救出大作戦!（きのこ仙人）
- ドラゴンボール 神龍の伝説（亀仙人）
- 北斗の拳

1987年
- グリム童話 金の鳥（カイゼル王）
- ドラゴンボール 魔神城のねむり姫（亀仙人）
- ルパン三世 風魔一族の陰謀（墨縄老人）

1988年
- ドラゴンボール 摩訶不思議大冒険（亀仙人）

1989年
- ウルトラマンUSA（ウォルター・フリーマン）
- ドラゴンボールZ（亀仙人）
- ひみつのアッコちゃん 海だ!おばけだ!夏まつり（源じいさん）

1990年
- 「エイジ」（乃木）
- おじさん改造講座（釜石社長）
- ドラゴンボールZ この世で一番強いヤツ（亀仙人）
- ドラゴンボールZ 地球まるごと超決戦（亀仙人）

1991年
- ドラゴンボールZ 超サイヤ人だ孫悟空（亀仙人）
- ドラゴンボールZ とびっきりの最強対最強（亀仙人）

1992年
- 三国志 第一部・英雄たちの夜明け（陶謙）
- せんぼんまつばら 川と生きる少年たち（平田靱負）
- ドラゴンボールZ 激突!!100億パワーの戦士たち（亀仙人）
- ドラゴンボールZ 極限バトル!!三大超サイヤ人（亀仙人）
- 21エモン 宇宙いけ! 裸足のプリンセス（王様）

1993年
- カッパの三平（河原十兵衛）
- 銀河英雄伝説 新たなる戦いの序曲（リヒテンラーデ）
- 三国志 第二部・長江燃ゆ!（董承）
- ドラゴンボールZ 燃えつきろ!!熱戦・烈戦・超激戦（亀仙人）
- ドラゴンボールZ 銀河ギリギリ!!ぶっちぎりの凄い奴（亀仙人）

1994年
- クレヨンしんちゃん ブリブリ王国の秘宝（王様）

### OVA
1986年
- 機甲界ガリアン 鉄の紋章（ヨダ）
- 県立地球防衛軍（猪上博士）
- 超獣機神ダンクーガ 失われた者たちへの鎮魂歌（テッド・カイゲル）

1988年
- 機動警察パトレイバー（爺さん）
- 銀河英雄伝説（リヒテンラーデ〈初代〉）
- Crying フリーマン（百八竜、竜父）
- 遠山桜宇宙帖 奴の名はゴールド（老人）
- New Story of Aura Battler DUNBINE（メムノン）
- ワット・ポーとぼくらのお話（アルパカじいさん）

1990年
- スーパーリアル麻雀 麻雀バトルスクランブル（霊占術師）

1991年
- 英雄凱伝モザイカ（老卵）
- 有閑倶楽部 犬猫まるごとHOWマッチ（雲海和尚）

1992年
- イース 天空の神殿 〜アドル・クリスティンの冒険（フレア・ラル）
- ドラゴンスレイヤー英雄伝説 王子の旅立ち（アロン）
- のぞみウィッチィズ（エディ）
- 有閑倶楽部2 香港より愛をこめて（雲海和尚）

1993年
- 創竜伝（漢鐘離）
- 妖世紀水滸伝（婀権）

1994年
- 鬼切丸（1994年 - 1995年、住職）

1995年
- 3×3 EYES 〜聖魔伝説〜（ぱいの祖父）

### ゲーム
1989年
- 天外魔境 ZIRIA（ガマ仙人）

1991年
- 天使の詩（ブゼン）
- ドラゴンスレイヤー英雄伝説（ライアス）
- ハイグレネーダー（デモシーンの声）
- BURAI 八玉の勇士伝説（アレック・ヘストン）

1992年
- 天外魔境II 卍MARU（デロレン、生子法師）
- ドラゴンスレイヤー英雄伝説II（ラウエル）
- BURAI II 闇皇帝の逆襲（アレック・ヘストン）
- ライズ・オブ・ザ・ドラゴン（ヤン・リューホ）

1994年
- 天地を喰らう ※PCエンジン SUPER CD-ROM2版
- ドラゴンボールZ 偉大なる孫悟空伝説（亀仙人）
- ドラゴンボールZ 真サイヤ人絶滅計画 -宇宙編-（亀仙人）
- ドラゴンボールZ 真サイヤ人絶滅計画 -地球編-（亀仙人）
- ぽっぷるメイル（マテリアル）
- ポリスノーツ（ビクトル・ユルゲンス）

1995年
- 空想科学世界ガリバーボーイ（チャプター）
- ドラえもん 友情伝説ザ・ドラえもんズ（ラオチュー）
- ドラゴンボールZ アルティメットバトル22（亀仙人）
- ドラゴンボールZ 真武闘伝（亀仙人）
- プライベート・アイ・ドル（渡部吟次）
- 北斗の拳（ジュウケイ）

### カセットブック
- カドカワカセットブック「宇宙皇子」2明日香風よ挽歌を（天武帝）

### CD
- インフェリウス惑星戦史外伝 CONDITION GREEN（ジャック・ゴールドマン）
- CDシアター ドラゴンクエストIV（ペドロ七世）

### 吹き替え

#### 俳優
チャン・キントー
- 幽幻道士シリーズ（金おじいさん）
  - 幽幻道士
  - 幽幻道士2
  - 幽幻道士3
  - 幽幻道士4
  - 来来!キョンシーズ
  - 新・幽幻道士 立体奇兵

#### 映画
- アラモ（パーソン）※テレビ朝日版
- 暗殺の森（マルチェロの父）
- エアポート'80（カール・パーカー〈メイコン・マッカルマン〉）
- SF巨大生物の島（ギデオン・スピリット〈ゲイリー・メリル〉）※日本テレビ版
- エデンの東（グスタフ・オルブレヒト〈ハロルド・ゴードン〉）
- オーメン2/ダミアン（ビル・アサトン〈リュー・エアーズ〉）※LD版
- 王様と私（ジョン・ヘイ大使、船長）※東京12ch版
- おかしな二人（スピード〈ラリー・ヘインズ〉）※テレビ東京版
- カサンドラ・クロス（キャプラン〈リー・ストラスバーグ〉）※日本テレビ版
- 風に向って走れ（探鉱者〈ウッドロウ・チャンブリス〉、サム）
- ガンマン大連合（サントス教授〈フェルナンド・レイ〉）
- キング・コング（船長〈フランク・ライヒャー〉）※TBS版
- グランドゼロ（委員長〈サイモン・チルヴァース〉）
- クリエイター（ポール）※ビデオ版
- クレージーモンキー 笑拳（チェン〈ジェームス・ティエン〉）※日本テレビ版
- グレムリン2 新・種・誕・生（フレッド〈ロバート・プロスキー〉）※ソフト版
- クロコダイル・ダンディー（ウォルター・ライリー〈ジョン・メイロン〉）※テレビ朝日版
- 激突! ※日本テレビ版
- 決闘の町（判事〈リチャード・ガリック〉）
- ゴースト・ストーリー（ジョン・ジャフリー〈メルヴィン・ダグラス〉）
- ゴッドファーザー PART II（ハイマン・ロス〈リー・ストラスバーグ〉）※日本テレビ版
- ゴッドファーザー PART III（ギルディ大司教〈ドナル・ドネリー〉）※ソフト版、（ドン・トマシーノ〈ヴィットリオ・デューズ〉）※フジテレビ版
- 荒野の大活劇
- ゴリラ（ルイジ・パトロヴィータ〈サム・ワナメイカー〉[46]）※TBS版
- ザ・クレイジーズ/細菌兵器の恐怖（ブルックマイヤー医師）
- さらばバルデス（バーテンダー、酋長）
- 猿の惑星（騎兵隊長〈ノーマン・バートン〉）※フジテレビ版（日本語吹替完全版Blu-rayBOX収録）
- ジェット・ローラー・コースター（ベニー〈ハリー・デービス〉）※日本テレビ版
- シェナンドー河 ※テレビ東京版
- 史上最大の作戦（アルフォンス・レノー〈ブールヴィル〉）※テレビ朝日版
- ジャックと悪魔の国（妖精）
- シンドバッド黄金の航海（宰相ビジエル〈ダグラス・ウィルマー〉）
- シンドバッド虎の目大冒険 ※テレビ朝日版
- スター・ウォーズ エピソード5/帝国の逆襲（ケンダル・オッゼル提督〈マイケル・シェアード〉）※劇場公開版（リミテッド・エディションDVD収録）
- スペースバンパイア（パーシー・ヘーゼルタイン卿）※テレビ朝日旧版
- スポイラース
- スリーパー
- 西部に来た花嫁（ザンディの父）
- 戦場にかける橋 ※フジテレビ版
- セント・アイブス
- 捜索者 ※フジテレビ版
- 続・猿の惑星（キャスペイ〈ジェフ・コーリー〉）※TBS版
- 底抜けもててもてて
- ダイヤモンド・スカル/華麗なる殺意（クルーン卿〈マイケル・ホーダーン〉）
- 007シリーズ
  - 007 ゴールドフィンガー（スミザース〈リチャード・ヴァーノン〉）※NET版
  - 007 ユア・アイズ・オンリー（フレデリック・グレイ国防大臣）※TBS版
  - 007/リビング・デイライツ（M〈ロバート・ブラウン〉）※ANA機内上映版
  - 007 消されたライセンス（M〈ロバート・ブラウン〉）※ビデオ版
- 超高層プロフェッショナル（ハリー〈レドモンド・グリーソン〉）
- 鉄格子の彼方 ※テレビ朝日版
- 遠い国（ダスティ）※フジテレビ版
- デッドゾーン（ハーブ・スミス〈ショーン・サリヴァン〉）
- ドク・ソルジャー/白い戦場（サム・エイブラムス〈イーライ・ウォラック〉）※ソフト版
- 泥棒成金
- パーマーの危機脱出（ハラム〈ヒュー・バーデン〉）
- ハイジャック
- バック・トゥ・ザ・フューチャー PART2（ジェラルド・ストリックランド〈ジェームズ・トールカン〉）※テレビ朝日版
- パットン大戦車軍団（モンゴメリー〈マイケル・ベイツ〉）※日本テレビ新録版
- バトルランナー（ミック〈ミック・フリートウッド〉）※テレビ朝日版（BD収録）
- 薔薇の名前
- ハワイ（メーソン〈マイケル・コンスタンティン〉）※TBS版
- バンデットQ（ストラッター〈マルコム・ディクソン〉）
- ファール・プレイ
- フェイズIV 戦慄!昆虫パニック（エルドリッジ〈アラン・ギフォード〉）
- フォルウォスの黒楯（ディコン〈レイス・ウィリアムス〉）※NET版
- 不思議な世界 未来戦争の恐怖（ビュールス・マーティン〈マイケル・ホーダーン〉）
- ブラジルから来た少年（エドゥアルド・セイベルト大佐〈ジェームズ・メイソン〉）
- フレンズ〜ポールとミシェル
- ペンタグラム/悪魔の烙印（修道院長〈ハンスフォード・ロウ〉）※テレビ朝日版
- ベン・ハー（サイモニデス〈サム・ジャッフェ〉）※日本テレビ新録版
- ホーム・アローン2（E・F・ダンカン〈エディ・ブラッケン〉）※ソフト版
- 北西への道（マリナー〈ウォルター・ブレナン〉）※TBS版
- 星の国から来た仲間（ダンカン）※劇場公開版
- ポセイドン・アドベンチャー（ジョン牧師〈アーサー・オコンネル〉）※日本テレビ版、（船医）※テレビ朝日版
- 炎の女
- 炎のランナー（サム・ムサビーニ〈イアン・ホルム〉）※機内上映版1
- ナイスガイ・ニューヨーク ※フジテレビ版
- 長く熱い夜 ※NET版
- マッドマックス2（カーマジャン〈シド・ヘイレン〉）※TBS版（スーパーチャージャー・エディションBD収録）
- まぼろしの市街戦（レジスタンスの理髪師）
- ミクロの決死圏（マイケルズ博士〈ドナルド・プレザンス〉）※テレビ東京版
- ミズーリ・ブレイク（デビッド・ブラックストン〈ジョン・マクリアム〉）
- ミシシッピー・バーニング ※テレビ朝日版
- 未来世紀ブラジル（ヘルプマン氏〈ピーター・ヴォーン〉）
- ラムの大通り ※NET版
- ルートヴィヒ（警察試補プフィスター）※関西テレビ版（BD収録）
- ローマの休日 ※フジテレビ旧録版
- 惑星からの侵略
- 鷲は舞いおりた（ハインリヒ・ヒムラー〈ドナルド・プレザンス〉）
- ワン・モア・タイム（フェンウィック判事〈ジョセフ・ソマー〉）※ソフト版

#### ドラマ
- 奥さまは魔女（医師、クライアント）
- 刑事コロンボシリーズ
  - 刑事コロンボ 攻撃命令（ギャリソン医師）
  - 新・刑事コロンボ 華麗なる罠（ジョンソン博士）
- こちらブルームーン探偵社 シーズン2 #13（葬儀屋）
- 人造人間クエスター（バスロビック〈リュー・エアーズ〉）
- ジム・ヘンソンのストーリーテラー（皇帝〈ジョン・フランクリン・ロビンズ〉、悪魔たち）
- シャーロック・ホームズの冒険
  - 「六つのナポレオン」（サンフォード）
  - 「バスカビル家の犬」（グリンペン）
- 新スタートレック シーズン7 #6（ジークムンド・フロイド博士）
- ダンディ2 華麗な冒険 #1（フラヴェル警視）、#15（ケース公爵）、#18（デヴィッド・パイパー〈ピーター・サリス〉）
- 特捜刑事マイアミ・バイス
  - シーズン1 #9（クレム）
  - シーズン3 #11（ガス・アルビエロ）
- 特攻野郎Aチーム シーズン2 #17（マックス・クライン）
- ブルーサンダー（ブラドック警部）
- ミス・マープル「スリーピング・マーダー」（フォスター）

#### アニメ
- チップとデールの大作戦（ビーカーボトム）※新吹き替え版
- バッグス・バニーのぶっちぎりステージ
- ビアンカの大冒険 ※劇場公開版

#### 人形劇
- きかんしゃトーマス（トップハム・ハット卿〈初代〉、貨車、牧師〈初代〉）※フジテレビ版
- サンダーバード（ブルーノ）
- フラグルロック
- マペット・ショー

### テレビ番組
- ドリフのクリスマスプレゼント（声の出演）
- 志村けんのバカ殿様（ナレーション）

### その他コンテンツ
- 金光教の時間（ナレーション）
- セザールコーポレーション（セザールボーイの声、ナレーション）